# Doom Eternal
Doom Eternal is een computerspel ontwikkeld door id Software en uitgegeven door Bethesda Softworks voor PlayStation 4, Windows, Xbox One en Stadia. De first-person shooter is uitgekomen op 20 maart 2020. Een versie voor de Switch kwam uit op 8 december 2020 en een versie voor de PlayStation 5 en Xbox Series X/S op 29 juni 2021.

## Plot
Twee jaar na de gebeurtenissen in Doom wordt de aarde opnieuw overspoeld door demonische krachten. De Doom Slayer keert terug vanuit een onbekende locatie naar de aarde met een nieuw arsenaal aan wapens om de mensheid te redden van de ondergang.

## Spel
Het spel is de opvolger van de reboot Doom uit 2016. De speler neemt de gedaante aan van Doom Slayer, een krijger die het opneemt tegen demonen uit de hel. Het spel moedigt, net als het voorgaande deel, de speler aan om actief gevechten aan te gaan om hierdoor leven, ammunitie en pantser te bemachtigen. De speler heeft de beschikking uit diverse wapens, zoals jachtgeweren, kettingzagen en een vlammenwerper. Nieuw in dit deel is de keuze uit verschillende vuurmodi en de zichtbare schade aan de tegenstanders, zoals gapende wonden en versplinterd pantser. De speelsnelheid is verhoogd ten opzichte van het vorige deel.
In de multiplayer-modus ontbreekt een deathmatch. Er is hier alleen een Battle-modus aanwezig waarbij twee spelers in de huid kruipen van demonen, om te vechten tegen een Doom Slayer.

## Ontvangst
| Recensiescore             | Recensiescore                 |
| Recensieverzamelaar       | Score                         |
| ------------------------- | ----------------------------- |
| Metacritic                | 89% (PC) 88% (PS4) 90% (XONE) |
| Publicist                 | Score                         |
| Destructoid               | 8,5                           |
| Electronic Gaming Monthly | 4/5                           |
| Game Informer             | 9,25                          |
| GamesRadar+               | 3,5/5                         |
| PC Games                  | 9                             |

Doom Eternal ontving positieve recensies. Op aggregatiewebsite Metacritic heeft het spel van alle platforms een gemiddelde score van 89%. Het spel was in 2018 genomineerd voor Meest Gewilde Game tijdens de Golden Joystick Awards. In 2019 won het de prijs voor Beste PC-game en Beste Actiespel tijdens de Game Critics Awards.

### Antivalsspeelsoftware
Op 14 maart 2020 kreeg het spel een patch waarbij Denuvo DRM-software werd geactiveerd in de pc-versie om zo valsspelen in het multiplayergedeelte tegen te gaan. Het leidde tot vele boze reacties van spelers. Als gevolg hierop verwijderde id Software de controversiële antivalsspeelsoftware.